# Liste der Nummer-eins-Hits in Österreich (2020)
Dies ist eine Liste der Nummer-eins-Hits in Österreich im Jahr 2020. Sie basiert auf den Top 75 der österreichischen Charts bei den Singles und bei den Alben. Das in der Liste angegebene Charteintrittsdatum ist der Freitag zwei Wochen nach Beginn der Verkaufswoche.

## Singles
| ← 2019 ← | Liste der Nummer-eins-Hits in Österreich | Liste der Nummer-eins-Hits in Österreich | Liste der Nummer-eins-Hits in Österreich | 2021 → |
| \| Zeitraum \| Wo. ges. \| Interpret \| Titel Autor(en) \| Zusätzliche Informationen \| \| (Zeitraum, Wochen auf Platz eins, Interpret, Titel, Autor[en], zusätzliche Informationen) \| \| \| \| \| \| ----------------------------------------------------------------------------------------- \| -------- \| ----------------------------- \| -------------------------------------------------------------------------------------------------------------------------------------------------- \| ------------------------------------------------------------------------------------------------------------------------------------------------------------------------------------------------------------------------------------------------------------------------------------------------------------------------------------------ \| \| 3. Januar 2020 – 9. Januar 2020 1 Woche (insgesamt 16) \| 16 \| Mariah Carey \| All I Want for Christmas Is You Walter N. Afanasieff, Mariah Carey \| – \| \| 10. Januar 2020 – 16. Januar 2020 1 Woche (insgesamt 15) \| 15 \| Tones and I \| Dance Monkey Toni Watson \| – \| \| 17. Januar 2020 – 23. Januar 2020 1 Woche \| 1 \| RAF Camora & The Cratez \| Maschine Raphael Ragucci, David Kraft, Tim Wilke \| Für RAF Camora ist es bereits der siebte Nummer-eins-Hit in den österreichischen Charts, womit er seinen Erfolg weiter ausbaut, derjenige Österreicher mit den meisten Spitzenreitern im eigenen Land zu sein. The Cratez stehen nach mehreren Nummer-eins-Produktionen erstmals als Interpreten an der Spitze der Charts. \| \| 24. Januar 2020 – 30. Januar 2020 1 Woche (insgesamt 15) \| 15 \| Tones and I \| Dance Monkey Toni Watson \| – \| \| 31. Januar 2020 – 6. Februar 2020 1 Woche \| 1 \| Juju & Loredana \| Kein Wort Joshua Allery, Laurin Auth, Christoph Bauss, Tim Friedrich, Jan Krouzilek, Philipp Rodrian, Luca Starz, Judith Wessendorf, Loridana Zefi \| Für Juju ist es bereits der zweite Nummer-eins-Hit in den österreichischen Charts. Loredana steht erstmals an der Spitze der Charts. \| \| 7. Februar 2020 – 13. Februar 2020 1 Woche \| 1 \| Gzuz \| Donuts Kristoffer Jonas Klauß, Zulfiqar Ali Chaudhry, Bojan Ivetic; Produzenten: David Kraft, Tim Wilke \| Für Gzuz ist es bereits der zweite Nummer-eins-Hit in den österreichischen Charts. \| \| 14. Februar 2020 – 27. Februar 2020 2 Wochen \| 2 \| Joker Bra & Vize \| Baby Vladislav Balovatsky, Leonie Burger, Johannes Vimalavong, Vitali Zestovskih \| Für Capital Bra ist es bereits der sechzehnte Nummer-eins-Hit in den österreichischen Charts, womit er seinen Erfolg, derjenige Künstler mit den meisten Nummer-eins-Hits zu sein, weiter ausbaut. Dabei befindet er sich zum ersten Mal unter dem Pseudonym Joker Bra auf Platz eins. Vize steht zum ersten Mal an der Spitze der Charts. \| \| 28. Februar 2020 – 19. März 2020 3 Wochen (insgesamt 8) \| 8 \| The Weeknd \| Blinding Lights Abel Tesfaye, Ahmad Balshe, Jason Quenneville, Max Martin, Oscar Holter \| – \| \| 20. März 2020 – 26. März 2020 1 Woche \| 1 \| Loredana feat. Rymez \| Angst Loredana Zefi, Ghassan Rawlami, Laurin Auth, Joshua Allery, Rymez, Daecolm Holland \| Für Loredana ist es bereits der zweite Nummer-eins-Hit in den österreichischen Charts sowohl im Jahre 2020 als auch insgesamt. Rymez steht zum ersten Mal an der Spitze der Charts. \| \| 27. März 2020 – 23. April 2020 4 Wochen (insgesamt 8) \| 8 \| The Weeknd \| Blinding Lights Abel Tesfaye, Ahmad Balshe, Jason Quenneville, Max Martin, Oscar Holter \| – \| \| 24. April 2020 – 30. April 2020 1 Woche \| 1 \| Bonez MC \| Shotz Fired John Lorenz Moser, David Kraft, Tim Wilke \| Für Bonez MC ist es bereits der dritte Nummer-eins-Hit in den österreichischen Charts. \| \| 1. Mai 2020 – 7. Mai 2020 1 Woche (insgesamt 8) \| 8 \| The Weeknd \| Blinding Lights Abel Tesfaye, Ahmad Balshe, Jason Quenneville, Max Martin, Oscar Holter \| – \| \| 8. Mai 2020 – 14. Mai 2020 1 Woche \| 1 \| Shirin David \| 90-60-111 Shirin David, Bozza, Marcel Uhde, Young Mesh \| – \| \| 15. Mai 2020 – 21. Mai 2020 1 Woche \| 1 \| Capital Bra & Loredana \| Nicht verdient Vladislav Balovatsky, Loredana Zefi, Ghassan Rawlami, Vincent Stein, Bujar Malaj, Konstantin Scherer \| Für Capital Bra ist es bereits der siebzehnte Nummer-eins-Hit in den österreichischen Charts sowie der zweite im Jahre 2020, womit er seinen Erfolg, derjenige Künstler mit den meisten Nummer-eins-Hits zu sein, weiter ausbaut. Loredana steht zum dritten Mal an der Spitze der Charts, sowohl im Jahre 2020 als auch insgesamt. \| \| 22. Mai 2020 – 4. Juni 2020 2 Wochen \| 2 \| Apache 207 \| Fame Volkan Yaman, Jennifer Allendörfer, Luís-Florentino Cruz \| – \| \| 5. Juni 2020 – 11. Juni 2020 1 Woche \| 1 \| Bonez MC \| Roadrunner John Lorenz Moser, David Kraft, Tim Wilke \| Für Bonez MC ist es bereits der vierte Nummer-eins-Hit in den österreichischen Charts sowie der zweite im Jahre 2020. \| \| 12. Juni 2020 – 18. Juni 2020 1 Woche \| 1 \| AK Ausserkontrolle & Bonez MC \| In meinem Benz Davut Altundal, Sonu Lal, John Lorenz Moser, ThisisYT, Yung Moji \| Für Bonez MC ist es bereits der fünfte Nummer-eins-Hit in den österreichischen Charts sowie der dritte im Jahre 2020. AK Ausserkontrolle steht zum ersten Mal an der Spitze der Charts. \| \| 19. Juni 2020 – 25. Juni 2020 1 Woche \| 1 \| DaBaby feat. Roddy Ricch \| Rockstar Jonathan Kirk, Rodrick Moore Jr., Ross Portaro IV \| – \| \| 26. Juni 2020 – 2. Juli 2020 1 Woche \| 1 \| Ufo361 \| Emotions Ufuk Bayrakter, David Kraft, Tim Wilke, Sonu Lal \| Der Berliner Rapper erreicht zum zweiten Mal die österreichische Chartspitze, sowie zum ersten Mal als Solokünstler. Für das Produzentenduo The Cratez ist es bereits der 15. Nummer-eins-Erfolg. \| \| 3. Juli 2020 – 9. Juli 2020 1 Woche \| 1 \| Bonez MC \| Big Body Benz John Lorenz Moser, David Kraft, Tim Wilke \| Für Bonez MC ist es bereits der sechste Nummer-eins-Hit in den österreichischen Charts sowie der vierte im Jahre 2020. Für das Produzentenduo The Cratez ist es der 16. Nummer-eins-Hit in den österreichischen Charts. \| \| 10. Juli 2020 – 16. Juli 2020 1 Woche (insgesamt 7) \| 7 \| Jawsh 685 & Jason Derulo \| Savage Love (Laxed – Siren Beat) Jacob Kasher Hindlin, Jason Derulo, Joshua Nanai, Philippe Greiss \| Für Jason Derulo ist es bereits der zweite Nummer-eins-Hit in den österreichischen Charts. Jawsh 685 steht zum ersten Mal an der Spitze der Charts. \| \| 17. Juli 2020 – 23. Juli 2020 1 Woche \| 1 \| Apache 207 \| Bläulich Melvin Schmitz, Marcel Uhde, Volkan Yaman \| Für Apache 207 ist es bereits der zweite Nummer-eins-Hit in den österreichischen Charts sowohl im Jahre 2020 als auch insgesamt. \| \| 24. Juli 2020 – 3. September 2020 6 Wochen (insgesamt 7) \| 7 \| Jawsh 685 & Jason Derulo \| Savage Love (Laxed – Siren Beat) Jacob Kasher Hindlin, Jason Derulo, Joshua Nanai, Philippe Greiss \| – \| \| 4. September 2020 – 10. September 2020 1 Woche \| 1 \| Capital Bra feat. Cro \| Frühstück in Paris Vladislav Balovatsky, Carlo Waibel, Vincent Stein, Konstantin Scherer, Phil the Beat \| Für Capital Bra ist es bereits der achtzehnte Nummer-eins-Hit in den österreichischen Charts sowie der dritte im Jahre 2020, womit er seinen Erfolg, derjenige Künstler mit den meisten Nummer-eins-Hits zu sein, weiter ausbaut. Cro steht zum dritten Mal an der Spitze der Charts. \| \| 11. September 2020 – 5. November 2020 8 Wochen (insgesamt 11) \| 11 \| 24kGoldn feat. Iann Dior \| Mood Golden Von Jones, Michael Olmo, Keegan Bach, Omer Fedi, Blake Slatkin \| Mit elf Wochen auf Platz eins ist Mood in dieser Hinsicht der erfolgreichste Nummer-eins-Hit des Jahres. \| \| 6. November 2020 – 19. November 2020 2 Wochen \| 2 \| Bonez MC \| Angeklagt John Lorenz Moser, Fabian Schreiber, David Kraft, Tim Wilke \| Für Bonez MC ist es bereits der siebte Nummer-eins-Hit in den österreichischen Charts sowie der fünfte im Jahre 2020. Für das Produzenten-Duo The Cratez ist es der 17. Nummer-eins-Hit, während sich Produzent Bafani alias Fabian Schreiber zum ersten Mal auf Platz eins positionieren kann. \| \| 20. November 2020 – 10. Dezember 2020 3 Wochen (insgesamt 11) \| 11 \| 24kGoldn feat. Iann Dior \| Mood Golden Von Jones, Michael Olmo, Keegan Bach, Omer Fedi, Blake Slatkin \| – \| \| 11. Dezember 2020 – 31. Dezember 2020 3 Wochen (insgesamt 16) \| 16 \| Mariah Carey \| All I Want for Christmas Is You Walter N. Afanasieff, Mariah Carey \| – \| |                                          |                                          | | |
| ← 2019 |                                          |                                          | | → 2021 → |
| Zeitraum | Wo. ges.                                 | Interpret                                | Titel Autor(en) | Zusätzliche Informationen |
| (Zeitraum, Wochen auf Platz eins, Interpret, Titel, Autor[en], zusätzliche Informationen) |                                          |                                          | | |
| 3. Januar 2020 – 9. Januar 2020 1 Woche (insgesamt 16) | 16                                       | Mariah Carey                             | All I Want for Christmas Is You Walter N. Afanasieff, Mariah Carey                                                                                 | – |
| 10. Januar 2020 – 16. Januar 2020 1 Woche (insgesamt 15) | 15                                       | Tones and I                              | Dance Monkey Toni Watson | – |
| 17. Januar 2020 – 23. Januar 2020 1 Woche | 1                                        | RAF Camora & The Cratez                  | Maschine Raphael Ragucci, David Kraft, Tim Wilke                                                                                                   | Für RAF Camora ist es bereits der siebte Nummer-eins-Hit in den österreichischen Charts, womit er seinen Erfolg weiter ausbaut, derjenige Österreicher mit den meisten Spitzenreitern im eigenen Land zu sein. The Cratez stehen nach mehreren Nummer-eins-Produktionen erstmals als Interpreten an der Spitze der Charts.                 |
| 24. Januar 2020 – 30. Januar 2020 1 Woche (insgesamt 15) | 15                                       | Tones and I                              | Dance Monkey Toni Watson | – |
| 31. Januar 2020 – 6. Februar 2020 1 Woche | 1                                        | Juju & Loredana                          | Kein Wort Joshua Allery, Laurin Auth, Christoph Bauss, Tim Friedrich, Jan Krouzilek, Philipp Rodrian, Luca Starz, Judith Wessendorf, Loridana Zefi | Für Juju ist es bereits der zweite Nummer-eins-Hit in den österreichischen Charts. Loredana steht erstmals an der Spitze der Charts. |
| 7. Februar 2020 – 13. Februar 2020 1 Woche | 1                                        | Gzuz                                     | Donuts Kristoffer Jonas Klauß, Zulfiqar Ali Chaudhry, Bojan Ivetic; Produzenten: David Kraft, Tim Wilke                                            | Für Gzuz ist es bereits der zweite Nummer-eins-Hit in den österreichischen Charts. |
| 14. Februar 2020 – 27. Februar 2020 2 Wochen | 2                                        | Joker Bra & Vize                         | Baby Vladislav Balovatsky, Leonie Burger, Johannes Vimalavong, Vitali Zestovskih                                                                   | Für Capital Bra ist es bereits der sechzehnte Nummer-eins-Hit in den österreichischen Charts, womit er seinen Erfolg, derjenige Künstler mit den meisten Nummer-eins-Hits zu sein, weiter ausbaut. Dabei befindet er sich zum ersten Mal unter dem Pseudonym Joker Bra auf Platz eins. Vize steht zum ersten Mal an der Spitze der Charts. |
| 28. Februar 2020 – 19. März 2020 3 Wochen (insgesamt 8) | 8                                        | The Weeknd                               | Blinding Lights Abel Tesfaye, Ahmad Balshe, Jason Quenneville, Max Martin, Oscar Holter                                                            | – |
| 20. März 2020 – 26. März 2020 1 Woche | 1                                        | Loredana feat. Rymez                     | Angst Loredana Zefi, Ghassan Rawlami, Laurin Auth, Joshua Allery, Rymez, Daecolm Holland                                                           | Für Loredana ist es bereits der zweite Nummer-eins-Hit in den österreichischen Charts sowohl im Jahre 2020 als auch insgesamt. Rymez steht zum ersten Mal an der Spitze der Charts. |
| 27. März 2020 – 23. April 2020 4 Wochen (insgesamt 8) | 8                                        | The Weeknd                               | Blinding Lights Abel Tesfaye, Ahmad Balshe, Jason Quenneville, Max Martin, Oscar Holter                                                            | – |
| 24. April 2020 – 30. April 2020 1 Woche | 1                                        | Bonez MC                                 | Shotz Fired John Lorenz Moser, David Kraft, Tim Wilke                                                                                              | Für Bonez MC ist es bereits der dritte Nummer-eins-Hit in den österreichischen Charts. |
| 1. Mai 2020 – 7. Mai 2020 1 Woche (insgesamt 8) | 8                                        | The Weeknd                               | Blinding Lights Abel Tesfaye, Ahmad Balshe, Jason Quenneville, Max Martin, Oscar Holter                                                            | – |
| 8. Mai 2020 – 14. Mai 2020 1 Woche | 1                                        | Shirin David                             | 90-60-111 Shirin David, Bozza, Marcel Uhde, Young Mesh                                                                                             | – |
| 15. Mai 2020 – 21. Mai 2020 1 Woche | 1                                        | Capital Bra & Loredana                   | Nicht verdient Vladislav Balovatsky, Loredana Zefi, Ghassan Rawlami, Vincent Stein, Bujar Malaj, Konstantin Scherer                                | Für Capital Bra ist es bereits der siebzehnte Nummer-eins-Hit in den österreichischen Charts sowie der zweite im Jahre 2020, womit er seinen Erfolg, derjenige Künstler mit den meisten Nummer-eins-Hits zu sein, weiter ausbaut. Loredana steht zum dritten Mal an der Spitze der Charts, sowohl im Jahre 2020 als auch insgesamt.        |
| 22. Mai 2020 – 4. Juni 2020 2 Wochen | 2                                        | Apache 207                               | Fame Volkan Yaman, Jennifer Allendörfer, Luís-Florentino Cruz                                                                                      | – |
| 5. Juni 2020 – 11. Juni 2020 1 Woche | 1                                        | Bonez MC                                 | Roadrunner John Lorenz Moser, David Kraft, Tim Wilke                                                                                               | Für Bonez MC ist es bereits der vierte Nummer-eins-Hit in den österreichischen Charts sowie der zweite im Jahre 2020. |
| 12. Juni 2020 – 18. Juni 2020 1 Woche | 1                                        | AK Ausserkontrolle & Bonez MC            | In meinem Benz Davut Altundal, Sonu Lal, John Lorenz Moser, ThisisYT, Yung Moji                                                                    | Für Bonez MC ist es bereits der fünfte Nummer-eins-Hit in den österreichischen Charts sowie der dritte im Jahre 2020. AK Ausserkontrolle steht zum ersten Mal an der Spitze der Charts. |
| 19. Juni 2020 – 25. Juni 2020 1 Woche | 1                                        | DaBaby feat. Roddy Ricch                 | Rockstar Jonathan Kirk, Rodrick Moore Jr., Ross Portaro IV                                                                                         | – |
| 26. Juni 2020 – 2. Juli 2020 1 Woche | 1                                        | Ufo361                                   | Emotions Ufuk Bayrakter, David Kraft, Tim Wilke, Sonu Lal                                                                                          | Der Berliner Rapper erreicht zum zweiten Mal die österreichische Chartspitze, sowie zum ersten Mal als Solokünstler. Für das Produzentenduo The Cratez ist es bereits der 15. Nummer-eins-Erfolg. |
| 3. Juli 2020 – 9. Juli 2020 1 Woche | 1                                        | Bonez MC                                 | Big Body Benz John Lorenz Moser, David Kraft, Tim Wilke                                                                                            | Für Bonez MC ist es bereits der sechste Nummer-eins-Hit in den österreichischen Charts sowie der vierte im Jahre 2020. Für das Produzentenduo The Cratez ist es der 16. Nummer-eins-Hit in den österreichischen Charts. |
| 10. Juli 2020 – 16. Juli 2020 1 Woche (insgesamt 7) | 7                                        | Jawsh 685 & Jason Derulo                 | Savage Love (Laxed – Siren Beat) Jacob Kasher Hindlin, Jason Derulo, Joshua Nanai, Philippe Greiss                                                 | Für Jason Derulo ist es bereits der zweite Nummer-eins-Hit in den österreichischen Charts. Jawsh 685 steht zum ersten Mal an der Spitze der Charts. |
| 17. Juli 2020 – 23. Juli 2020 1 Woche | 1                                        | Apache 207                               | Bläulich Melvin Schmitz, Marcel Uhde, Volkan Yaman                                                                                                 | Für Apache 207 ist es bereits der zweite Nummer-eins-Hit in den österreichischen Charts sowohl im Jahre 2020 als auch insgesamt. |
| 24. Juli 2020 – 3. September 2020 6 Wochen (insgesamt 7) | 7                                        | Jawsh 685 & Jason Derulo                 | Savage Love (Laxed – Siren Beat) Jacob Kasher Hindlin, Jason Derulo, Joshua Nanai, Philippe Greiss                                                 | – |
| 4. September 2020 – 10. September 2020 1 Woche | 1                                        | Capital Bra feat. Cro                    | Frühstück in Paris Vladislav Balovatsky, Carlo Waibel, Vincent Stein, Konstantin Scherer, Phil the Beat                                            | Für Capital Bra ist es bereits der achtzehnte Nummer-eins-Hit in den österreichischen Charts sowie der dritte im Jahre 2020, womit er seinen Erfolg, derjenige Künstler mit den meisten Nummer-eins-Hits zu sein, weiter ausbaut. Cro steht zum dritten Mal an der Spitze der Charts.                                                      |
| 11. September 2020 – 5. November 2020 8 Wochen (insgesamt 11) | 11                                       | 24kGoldn feat. Iann Dior                 | Mood Golden Von Jones, Michael Olmo, Keegan Bach, Omer Fedi, Blake Slatkin                                                                         | Mit elf Wochen auf Platz eins ist Mood in dieser Hinsicht der erfolgreichste Nummer-eins-Hit des Jahres. |
| 6. November 2020 – 19. November 2020 2 Wochen | 2                                        | Bonez MC                                 | Angeklagt John Lorenz Moser, Fabian Schreiber, David Kraft, Tim Wilke                                                                              | Für Bonez MC ist es bereits der siebte Nummer-eins-Hit in den österreichischen Charts sowie der fünfte im Jahre 2020. Für das Produzenten-Duo The Cratez ist es der 17. Nummer-eins-Hit, während sich Produzent Bafani alias Fabian Schreiber zum ersten Mal auf Platz eins positionieren kann.                                            |
| 20. November 2020 – 10. Dezember 2020 3 Wochen (insgesamt 11) | 11                                       | 24kGoldn feat. Iann Dior                 | Mood Golden Von Jones, Michael Olmo, Keegan Bach, Omer Fedi, Blake Slatkin                                                                         | – |
| 11. Dezember 2020 – 31. Dezember 2020 3 Wochen (insgesamt 16) | 16                                       | Mariah Carey                             | All I Want for Christmas Is You Walter N. Afanasieff, Mariah Carey                                                                                 | – |

## Alben
| ← 2019 ← | Liste der Nummer-eins-Alben in Österreich | Liste der Nummer-eins-Alben in Österreich | Liste der Nummer-eins-Alben in Österreich    | 2021 →                    |
| \| Zeitraum \| Wo. ges. \| Interpret \| Titel \| Zusätzliche Informationen \| \| (Zeitraum, Wochen auf Platz eins, Interpret, Titel, zusätzliche Informationen) \| \| \| \| \| \| ------------------------------------------------------------------------------ \| -------- \| -------------------------------------- \| -------------------------------------------- \| ------------------------- \| \| 3. Januar 2020 – 9. Januar 2020 1 Woche (insgesamt 4) \| 4 \| Robbie Williams \| The Christmas Present \| – \| \| 10. Januar 2020 – 16. Januar 2020 1 Woche \| 1 \| (Soundtrack) \| Frozen II \| – \| \| 17. Januar 2020 – 23. Januar 2020 1 Woche \| 1 \| Daniela Alfinito \| Liebes-Tattoo \| – \| \| 24. Januar 2020 – 30. Januar 2020 1 Woche \| 1 \| Wiener Philharmoniker / Andris Nelsons \| Neujahrskonzert 2020 \| – \| \| 31. Januar 2020 – 6. Februar 2020 1 Woche \| 1 \| Die Draufgänger \| Grün \| – \| \| 7. Februar 2020 – 13. Februar 2020 1 Woche \| 1 \| Eminem \| Music to Be Murdered By \| – \| \| 14. Februar 2020 – 20. Februar 2020 1 Woche (insgesamt 3) \| 3 \| RAF Camora \| Zenit \| – \| \| 21. Februar 2020 – 27. Februar 2020 1 Woche \| 1 \| Die Amigos \| 50 Jahre: Unsere Schlager von damals \| – \| \| 28. Februar 2020 – 5. März 2020 1 Woche \| 1 \| Gzuz \| Gzuz \| – \| \| 6. März 2020 – 12. März 2020 1 Woche \| 1 \| BTS \| Map of the Soul: 7 \| – \| \| 13. März 2020 – 26. März 2020 2 Wochen \| 2 \| Böhse Onkelz \| Böhse Onkelz \| – \| \| 27. März 2020 – 2. April 2020 1 Woche \| 1 \| Haze \| Brot & Spiele \| – \| \| 3. April 2020 – 9. April 2020 1 Woche \| 1 \| The Weeknd \| After Hours \| – \| \| 10. April 2020 – 16. April 2020 1 Woche \| 1 \| Pearl Jam \| Gigaton \| – \| \| 17. April 2020 – 23. April 2020 1 Woche \| 1 \| The Kelly Family \| 25 Years Later \| – \| \| 24. April 2020 – 30. April 2020 1 Woche (insgesamt 2) \| 2 \| Ramon Roselly \| Herzenssache \| – \| \| 1. Mai 2020 – 7. Mai 2020 1 Woche \| 1 \| Samra \| Jibrail & Iblis \| – \| \| 8. Mai 2020 – 14. Mai 2020 1 Woche \| 1 \| Ufo361 \| Rich Rich \| – \| \| 15. Mai 2020 – 21. Mai 2020 1 Woche (insgesamt 2) \| 2 \| Ramon Roselly \| Herzenssache \| – \| \| 22. Mai 2020 – 28. Mai 2020 1 Woche (insgesamt 5) \| 5 \| Andrea Berg \| Mosaik \| – \| \| 29. Mai 2020 – 4. Juni 2020 1 Woche \| 1 \| Calimeros \| Sommer, Sonne, Honolulu \| – \| \| 5. Juni 2020 – 11. Juni 2020 1 Woche \| 1 \| Verschiedene Interpreten \| Sing meinen Song – Das Tauschkonzert, Vol. 7 \| – \| \| 12. Juni 2020 – 18. Juni 2020 1 Woche \| 1 \| Lady Gaga \| Chromatica \| – \| \| 19. Juni 2020 – 2. Juli 2020 2 Wochen \| 2 \| Thomas Anders & Florian Silbereisen \| Das Album \| – \| \| 3. Juli 2020 – 16. Juli 2020 2 Wochen (insgesamt 2) \| 2 \| Bob Dylan \| Rough and Rowdy Ways \| – \| \| 17. Juli 2020 – 23. Juli 2020 1 Woche \| 1 \| Pop Smoke \| Shoot for the Stars, Aim for the Moon \| – \| \| 24. Juli 2020 – 30. Juli 2020 1 Woche \| 1 \| Die Amigos \| Tausend Träume \| – \| \| 31. Juli 2020 – 6. August 2020 1 Woche (insgesamt 2) \| 2 \| Bob Dylan \| Rough and Rowdy Ways \| – \| \| 7. August 2020 – 13. August 2020 1 Woche \| 1 \| Fantasy \| 10.000 bunte Luftballons \| – \| \| 14. August 2020 – 20. August 2020 1 Woche \| 1 \| Apache 207 \| Treppenhaus \| – \| \| 21. August 2020 – 27. August 2020 1 Woche \| 1 \| Deep Purple \| Whoosh! \| – \| \| 28. August 2020 – 3. September 2020 1 Woche \| 1 \| Julian le Play \| Tandem \| – \| \| 4. September 2020 – 10. September 2020 1 Woche \| 1 \| AK Ausserkontrolle \| A.S.S.N. 2 \| – \| \| 11. September 2020 – 17. September 2020 1 Woche \| 1 \| Metallica & San Francisco Symphony \| S&M 2 \| – \| \| 18. September 2020 – 24. September 2020 1 Woche \| 1 \| The Rolling Stones \| Goats Head Soup \| – \| \| 25. September 2020 – 1. Oktober 2020 1 Woche \| 1 \| Bonez MC \| Hollywood \| – \| \| 2. Oktober 2020 – 8. Oktober 2020 1 Woche \| 1 \| Capital Bra \| CB7 \| – \| \| 9. Oktober 2020 – 15. Oktober 2020 1 Woche \| 1 \| Kontra K \| Vollmond \| – \| \| 16. Oktober 2020 – 22. Oktober 2020 1 Woche \| 1 \| Ufo361 & Sonus030 \| Nur für dich \| – \| \| 23. Oktober 2020 – 29. Oktober 2020 1 Woche \| 1 \| Kastelruther Spatzen \| Liebe für die Ewigkeit \| – \| \| 30. Oktober 2020 – 5. November 2020 1 Woche \| 1 \| KC Rebell & Summer Cem \| Maximum III \| – \| \| 6. November 2020 – 12. November 2020 1 Woche \| 1 \| Bruce Springsteen \| Letter to You \| – \| \| 13. November 2020 – 26. November 2020 2 Wochen \| 2 \| Melissa Naschenweng \| LederHosenRock \| – \| \| 27. November 2020 – 3. Dezember 2020 1 Woche (insgesamt 3) \| 3 \| AC/DC \| Power Up \| – \| \| 4. Dezember 2020 – 7. Januar 2021 5 Wochen \| 5 \| Andreas Gabalier \| A Volks-Rock‘n’Roll Christmas \| – \| |                                           |                                           |                                              |                           |
| ← 2019 |                                           |                                           |                                              | → 2021 →                  |
| Zeitraum | Wo. ges.                                  | Interpret                                 | Titel                                        | Zusätzliche Informationen |
| (Zeitraum, Wochen auf Platz eins, Interpret, Titel, zusätzliche Informationen) |                                           |                                           |                                              |                           |
| 3. Januar 2020 – 9. Januar 2020 1 Woche (insgesamt 4) | 4                                         | Robbie Williams                           | The Christmas Present                        | –                         |
| 10. Januar 2020 – 16. Januar 2020 1 Woche | 1                                         | (Soundtrack)                              | Frozen II                                    | –                         |
| 17. Januar 2020 – 23. Januar 2020 1 Woche | 1                                         | Daniela Alfinito                          | Liebes-Tattoo                                | –                         |
| 24. Januar 2020 – 30. Januar 2020 1 Woche | 1                                         | Wiener Philharmoniker / Andris Nelsons    | Neujahrskonzert 2020                         | –                         |
| 31. Januar 2020 – 6. Februar 2020 1 Woche | 1                                         | Die Draufgänger                           | Grün                                         | –                         |
| 7. Februar 2020 – 13. Februar 2020 1 Woche | 1                                         | Eminem                                    | Music to Be Murdered By                      | –                         |
| 14. Februar 2020 – 20. Februar 2020 1 Woche (insgesamt 3) | 3                                         | RAF Camora                                | Zenit                                        | –                         |
| 21. Februar 2020 – 27. Februar 2020 1 Woche | 1                                         | Die Amigos                                | 50 Jahre: Unsere Schlager von damals         | –                         |
| 28. Februar 2020 – 5. März 2020 1 Woche | 1                                         | Gzuz                                      | Gzuz                                         | –                         |
| 6. März 2020 – 12. März 2020 1 Woche | 1                                         | BTS                                       | Map of the Soul: 7                           | –                         |
| 13. März 2020 – 26. März 2020 2 Wochen | 2                                         | Böhse Onkelz                              | Böhse Onkelz                                 | –                         |
| 27. März 2020 – 2. April 2020 1 Woche | 1                                         | Haze                                      | Brot & Spiele                                | –                         |
| 3. April 2020 – 9. April 2020 1 Woche | 1                                         | The Weeknd                                | After Hours                                  | –                         |
| 10. April 2020 – 16. April 2020 1 Woche | 1                                         | Pearl Jam                                 | Gigaton                                      | –                         |
| 17. April 2020 – 23. April 2020 1 Woche | 1                                         | The Kelly Family                          | 25 Years Later                               | –                         |
| 24. April 2020 – 30. April 2020 1 Woche (insgesamt 2) | 2                                         | Ramon Roselly                             | Herzenssache                                 | –                         |
| 1. Mai 2020 – 7. Mai 2020 1 Woche | 1                                         | Samra                                     | Jibrail & Iblis                              | –                         |
| 8. Mai 2020 – 14. Mai 2020 1 Woche | 1                                         | Ufo361                                    | Rich Rich                                    | –                         |
| 15. Mai 2020 – 21. Mai 2020 1 Woche (insgesamt 2) | 2                                         | Ramon Roselly                             | Herzenssache                                 | –                         |
| 22. Mai 2020 – 28. Mai 2020 1 Woche (insgesamt 5) | 5                                         | Andrea Berg                               | Mosaik                                       | –                         |
| 29. Mai 2020 – 4. Juni 2020 1 Woche | 1                                         | Calimeros                                 | Sommer, Sonne, Honolulu                      | –                         |
| 5. Juni 2020 – 11. Juni 2020 1 Woche | 1                                         | Verschiedene Interpreten                  | Sing meinen Song – Das Tauschkonzert, Vol. 7 | –                         |
| 12. Juni 2020 – 18. Juni 2020 1 Woche | 1                                         | Lady Gaga                                 | Chromatica                                   | –                         |
| 19. Juni 2020 – 2. Juli 2020 2 Wochen | 2                                         | Thomas Anders & Florian Silbereisen       | Das Album                                    | –                         |
| 3. Juli 2020 – 16. Juli 2020 2 Wochen (insgesamt 2) | 2                                         | Bob Dylan                                 | Rough and Rowdy Ways                         | –                         |
| 17. Juli 2020 – 23. Juli 2020 1 Woche | 1                                         | Pop Smoke                                 | Shoot for the Stars, Aim for the Moon        | –                         |
| 24. Juli 2020 – 30. Juli 2020 1 Woche | 1                                         | Die Amigos                                | Tausend Träume                               | –                         |
| 31. Juli 2020 – 6. August 2020 1 Woche (insgesamt 2) | 2                                         | Bob Dylan                                 | Rough and Rowdy Ways                         | –                         |
| 7. August 2020 – 13. August 2020 1 Woche | 1                                         | Fantasy                                   | 10.000 bunte Luftballons                     | –                         |
| 14. August 2020 – 20. August 2020 1 Woche | 1                                         | Apache 207                                | Treppenhaus                                  | –                         |
| 21. August 2020 – 27. August 2020 1 Woche | 1                                         | Deep Purple                               | Whoosh!                                      | –                         |
| 28. August 2020 – 3. September 2020 1 Woche | 1                                         | Julian le Play                            | Tandem                                       | –                         |
| 4. September 2020 – 10. September 2020 1 Woche | 1                                         | AK Ausserkontrolle                        | A.S.S.N. 2                                   | –                         |
| 11. September 2020 – 17. September 2020 1 Woche | 1                                         | Metallica & San Francisco Symphony        | S&M 2                                        | –                         |
| 18. September 2020 – 24. September 2020 1 Woche | 1                                         | The Rolling Stones                        | Goats Head Soup                              | –                         |
| 25. September 2020 – 1. Oktober 2020 1 Woche | 1                                         | Bonez MC                                  | Hollywood                                    | –                         |
| 2. Oktober 2020 – 8. Oktober 2020 1 Woche | 1                                         | Capital Bra                               | CB7                                          | –                         |
| 9. Oktober 2020 – 15. Oktober 2020 1 Woche | 1                                         | Kontra K                                  | Vollmond                                     | –                         |
| 16. Oktober 2020 – 22. Oktober 2020 1 Woche | 1                                         | Ufo361 & Sonus030                         | Nur für dich                                 | –                         |
| 23. Oktober 2020 – 29. Oktober 2020 1 Woche | 1                                         | Kastelruther Spatzen                      | Liebe für die Ewigkeit                       | –                         |
| 30. Oktober 2020 – 5. November 2020 1 Woche | 1                                         | KC Rebell & Summer Cem                    | Maximum III                                  | –                         |
| 6. November 2020 – 12. November 2020 1 Woche | 1                                         | Bruce Springsteen                         | Letter to You                                | –                         |
| 13. November 2020 – 26. November 2020 2 Wochen | 2                                         | Melissa Naschenweng                       | LederHosenRock                               | –                         |
| 27. November 2020 – 3. Dezember 2020 1 Woche (insgesamt 3) | 3                                         | AC/DC                                     | Power Up                                     | –                         |
| 4. Dezember 2020 – 7. Januar 2021 5 Wochen | 5                                         | Andreas Gabalier                          | A Volks-Rock‘n’Roll Christmas                | –                         |

## Jahreshitparaden
Hinweis: Um die Jahrescharts noch im selben Jahr veröffentlichen zu können, werden von Ö3 bereits zwei Wochen vor Jahresende vorläufige Jahrescharts bekanntgegeben. Nach Ablauf des Jahres werden die vollständigen Jahreshitparaden veröffentlicht, auf denen auch folgende Top-10-Liste basiert.

| ← 2019 ← | Liste der Nummer-eins-Hits in Österreich | Liste der Nummer-eins-Hits in Österreich               | Liste der Nummer-eins-Hits in Österreich | 2021 →   |
| \| Singles \| Position# \| Alben \| \| ------------------------------------------------------------------------------------------------------------------------------- \| --------- \| ------------------------------------------------------ \| \| Blinding Lights The Weeknd Abel Tesfaye, Ahmad Balshe, Jason Quenneville, Max Martin, Oscar Holter \| 1 \| Power Up AC/DC \| \| Roses Saint Jhn Carlos Phillips \| 2 \| A Volks-Rock‘n’Roll Christmas Andreas Gabalier \| \| Dance Monkey Tones and I Toni Watson \| 3 \| Zenit RAF Camora \| \| Savage Love (Laxed – Siren Beat) Jawsh 685 & Jason Derulo Jacob Kasher Hindlin, Jason Derulo, Joshua Nanai, Philippe Greiss \| 4 \| When We All Fall Asleep, Where Do We Go? Billie Eilish \| \| Breaking Me Topic feat. A7S Molly Irvine, Rene Miller, Alexander Tidebrink, Tobias Topic \| 5 \| Letter to You Bruce Springsteen \| \| Roller Apache 207 Volkan Yaman, Luís-Florentino Cruz, Jennifer Allendörfer \| 6 \| LederHosenRock Melissa Naschenweng \| \| Mood 24kGoldn feat. Iann Dior Golden Von Jones, Michael Olmo, Keegan Bach, Omer Fedi, Blake Slatkin \| 7 \| It’s Christmas! Jonas Kaufmann \| \| Hollywood LA Vision & Gigi D’Agostino Emanuele Longo, Marco Sissa \| 8 \| Hollywood Bonez MC \| \| Rockstar DaBaby feat. Roddy Ricch Jonathan Kirk, Rodrick Moore, Jr., Ross Portaro IV \| 9 \| Wer nicht fühlen will, muss hören Pizzera & Jaus \| \| Never Let Me Down Vize & Tom Gregory Philipp Klemz, Vitali Zestovskih, Mark Becker, Tom Gregory, Leonie Burger, Claudio Maselli \| 10 \| Frozen II (Soundtrack) \| |                                          |                                                        |                                          |          |
| ← 2019 |                                          |                                                        |                                          | → 2021 → |
| Singles | Position#                                | Alben                                                  |                                          |          |
| Blinding Lights The Weeknd Abel Tesfaye, Ahmad Balshe, Jason Quenneville, Max Martin, Oscar Holter | 1                                        | Power Up AC/DC                                         |                                          |          |
| Roses Saint Jhn Carlos Phillips | 2                                        | A Volks-Rock‘n’Roll Christmas Andreas Gabalier         |                                          |          |
| Dance Monkey Tones and I Toni Watson | 3                                        | Zenit RAF Camora                                       |                                          |          |
| Savage Love (Laxed – Siren Beat) Jawsh 685 & Jason Derulo Jacob Kasher Hindlin, Jason Derulo, Joshua Nanai, Philippe Greiss | 4                                        | When We All Fall Asleep, Where Do We Go? Billie Eilish |                                          |          |
| Breaking Me Topic feat. A7S Molly Irvine, Rene Miller, Alexander Tidebrink, Tobias Topic | 5                                        | Letter to You Bruce Springsteen                        |                                          |          |
| Roller Apache 207 Volkan Yaman, Luís-Florentino Cruz, Jennifer Allendörfer | 6                                        | LederHosenRock Melissa Naschenweng                     |                                          |          |
| Mood 24kGoldn feat. Iann Dior Golden Von Jones, Michael Olmo, Keegan Bach, Omer Fedi, Blake Slatkin | 7                                        | It’s Christmas! Jonas Kaufmann                         |                                          |          |
| Hollywood LA Vision & Gigi D’Agostino Emanuele Longo, Marco Sissa | 8                                        | Hollywood Bonez MC                                     |                                          |          |
| Rockstar DaBaby feat. Roddy Ricch Jonathan Kirk, Rodrick Moore, Jr., Ross Portaro IV | 9                                        | Wer nicht fühlen will, muss hören Pizzera & Jaus       |                                          |          |
| Never Let Me Down Vize & Tom Gregory Philipp Klemz, Vitali Zestovskih, Mark Becker, Tom Gregory, Leonie Burger, Claudio Maselli | 10                                       | Frozen II (Soundtrack)                                 |                                          |          |